# Metasploit
Metasploitは、コンピュータセキュリティに関するオープンソースのプロジェクトで、脆弱性、ペネトレーションテスト、侵入検知システム、シェルコードのアーカイブ、アンチフォレンジクス（コンピュータ・フォレンジクスによる解析への対抗技術）などを主な守備範囲としている。また、本プロジェクトのその成果ソフトウェアとしてよく知られるMetasploit Frameworkの省略名としてもしばしば用いられる。本項では、Metasploit Frameworkを中心に説明する。

## 概要
Metasploit Framework（単にMetasploitと略記されることもある）は、exploitコードの作成や実行を行うためのフレームワークである。セキュリティ業界ではよく知られたツールであり、ペネトレーションテスト目的で使用可能な1DVDタイプのLinuxであるBackTrackに収録されているほか、ハッカージャパンなどのセキュリティ系書籍でも何度か取り上げられたことがある。どの脆弱性を用いるか、攻撃成功時にどのようなペイロードを適用するか、ペイロードが侵入防止システムに検出されるのを妨害するためにどのようなエンコード技術を用いるか、ペイロードによってリモートシェルやVNCサーバーなどをどのポート番号で起動するかなどの、exploitを成立させる各種要素を選択肢から選んで組み合わせて実行するといったように、簡単な方法で攻撃実行可能となっている。また、初期のフレームワークはキャラクタユーザインタフェース（コマンドラインインタフェース／対話型コマンドラインインタフェース）であったが、後のバージョンおよび第三者によって、Webインターフェイス（但しバージョン3.3でサポート打ち切り）やGUIインターフェースなども作られている。
同ソフトウェアは、2003年にHD Mooreによって開発が始められた。初版リリース時点でサポートしていたexploitはわずか9つであったが、2011年1月時点の安定版リリースである3.5.1では635をサポートするまでになっている。バージョン3系列になるまではperlで開発されていたが、バージョン3系列へのメジャーバージョンアップの段階でRubyを用いて全面的に書き直されている。なお、Rubyで開発されたオープンソースソフトウェアとしては2011年3月時点で世界最大規模と言われている。
同プロジェクトは2009年10月に、NeXposeの開発元であるRapid7に買収されており、以後、同プロジェクトの運営はRapid7によって行われている。
Metasploitプロジェクトには、これ以外に商用アプリケーションであるMetasploit ExpressやMetasploit Proも存在する。
Metasploit Proにはフィッシングキャンペーン機能が追加されており、APT攻撃やランサムウェアに対する情報セキュリティ教育教材としても利用できる。

## exploit
攻撃対象として用意されているexploitの対象OSはWindowsが多いが、LinuxなどのUnix系OSも少なからず用意されている。

## ペイロード
ペイロードには、リモートシェル以外に、ユーザーの追加、ファイルの送り込みや実行、メッセージボックスの表示、VNCサーバーの起動などのようなものが用意されている。また、リモートシェルの起動やVNCサーバーの起動のような、TCPコネクションを確立するものについては、コネクションの確立方法も複数の種類から選択できるようになっている。

## 商用版
ラピッドセブンの日本法人であるラピッドセブン・ジャパン株式会社は、Metasploit Frameworkの商用版であるMetasploit Proの日本市場向けの販売・サポートを行っている。また、ラピッドセブンのヘルプページ（英語） には、最新のサポート情報が記載されている。